# 国際刑事警察機構
国際刑事警察機構（こくさいけいじけいさつきこう、英: International Criminal Police Organization（略称：ICPO）、仏: Organisation internationale de police criminelle（略称：OIPC））は、国際犯罪の防止を目的として世界各国の警察機関により組織された国際組織である。日本国内では頭文字「ICPO（アイシーピーオー）」の略称で呼ばれることが多いが、海外ではインターポール（INTERPOL）の名称で呼ばれることが多い。2017年時点の加盟する国・地域は195か国を数え、国際連合に次ぐ。

## 概要

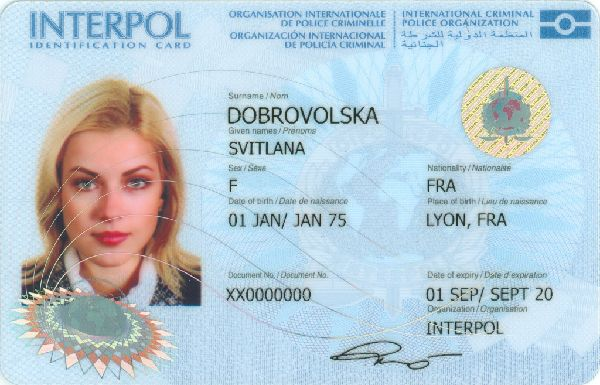
ICPO職員のIDカード（見本）

犯罪捜査や犯人逮捕に携わる各国の警察の連携を図り、各国間の情報の伝達ルートの役割を果たす。
主な活動は、国外逃亡被疑者や行方不明者、盗難美術品などの発見、身元不明死体の身元確認などに努める「国際手配制度」や、国際犯罪および国際犯罪者に関する情報のデータベース化とフィードバックなど。運営は、2つの非常設機関（総会および執行委員会）と、2つの常設機関（事務総局および加盟各国に設置された国家中央事務局、通称NCB）により行われる。NCBは自国の警察と事務総局や加盟各国の警察とをつなぐ窓口機関にあたるもので、日本では警察庁が指定されている。また、効率化を図るため、香港やプエルトリコなどのような地域は準国家中央事務局に指定されている。
リヨンに事務総局、ハラレ、アビジャン、ナイロビ、ブエノスアイレス、サンサルバドルに地域局、バンコクに連絡事務所がある。2013年にはシンガポール総局 (INTERPOL Global Complex for Innovation) が開設された。シンガポール総局では、犯罪捜査の訓練の他にサイバー犯罪対策も行っており、初代局長には日本の警察庁の中谷昇が就任した。
映画・テレビドラマ・漫画などのフィクションでは、全世界を対象に捜査する「国際警察」のような描かれ方をするが、実体はそれ程の大規模な組織ではなく、各国法執行機関の連絡機関・協議体としての性格が強い。
司法警察権は各国の主権事項に属するため、世界中で捜査活動ができる権限を持つ「国際捜査官」は存在せず、捜査をする場合は、その国に要請して許可を得るか、その国の警察機関との合同捜査依頼をしてその国の政府の了承を得る事が原則。ただし、大規模な犯罪や自然災害の際にはIRT (Incident Response Team) が自ら捜査に協力することがある。
最終的に犯罪者の身柄拘束を行なうのは、国家主権上の問題から、その国家の警察である。なお事務総長は、フランス政府から外交特権を与えられ、係官などの職員は、国際活動中に個別に外交特権を受けることがある。
年に1,000件を越える捜査依頼があり、2008年時点では約6,000人の手配者を追跡していた。

## 歴史
1923年、国際刑事警察委員会（ICPC）として創設された。はじめ本部はオーストリアのウィーンに存在したが、1938年のアンシュルス（ナチス・ドイツによるオーストリア併合）後には本部がベルリンに移され、以降は第二次世界大戦でのドイツの敗戦までICPCは、ゲシュタポの下部組織にすぎなかった。ラインハルト・ハイドリヒやアルトゥール・ネーベ、エルンスト・カルテンブルンナーなど親衛隊（SS）の国家保安本部幹部たちがICPC総裁を務めていた。
1956年に国際刑事警察委員会を発展的に解組し、国際刑事警察機構（ICPO）を設立した。当時の加盟国数は57か国。事務総局は1946年に再建されてからフランス・パリにあったが、1989年以降はリヨンにある。国際連合、特に経済社会理事会とは協力関係にあったが、1996年には国際連合総会オブザーバーの資格を得た。
2016年11月、台湾（中華民国）がICPOへの参加を申請するも中国がこれを妨害し、総裁に中国共産党公安委員で人権派弁護士の大量逮捕やチベットでの人権の侵害に関わったと中国の反体制派から批判されていた中国公安部副部長の孟宏偉が満場一致で選出されたため、アムネスティやヒューマン・ライツ・ウォッチなどからICPOの政治利用を懸念する声があがった。また、副総裁にはロシア連邦のアレクサンドル・プロコプチュク警察少将が就き、中露ともにICPOで要職に選ばれるのは初めてであった。米国に事実上亡命した富豪・郭文貴の国際手配の際は中国による政治利用を指摘された。2017年9月に北京で開催されたICPO総会の開会式で演説した習近平国家主席（党総書記）はICPOへの影響力拡大を宣言した。また、北京の総会ではイスラエルの反対で加盟を拒否されてきたパレスチナなどが参加して190か国から192か国となった。2018年に孟宏偉をICPOの照会を無視して辞任させた際は国際基準よりも国内事情を優先した中国当局の恣意的な法執行が批判された。

### 日本
日本は1952年（昭和27年）の第21回総会で加盟し、国家中央事務局は警察庁。
1967年（昭和42年）9月27日 - 10月4日の間、京都市で第36回総会が開催された。1975年（昭和50年）から事務総局に警察庁職員を派遣している。1996年（平成8年）から2000年（平成12年）まで兼元俊徳（警察庁国際部長。退任後は内閣情報官）が第15代総裁を務めた。
なお、ICPOから国際指名手配を受けている日本人は、2012年5月時点で16人存在する。ただし、国際指名手配はあくまで捜査への協力要請にすぎないため、国際指名手配を受けたからといって日本の警察がそれだけで逮捕することができない。相手国と犯罪人引渡し条約を結んでいたり、国内法に違反していない限り、普通に生活している者もいる。これは、日本だけに限らない。

## 加盟国・地域

ICPO加盟国の分布

### 加盟国
| - アフガニスタン - 2002年10月 - アルバニア - 1991年11月 - アルジェリア - 1963年8月 - アンドラ - 1987年11月 - アンゴラ - 1982年10月 - アンティグア・バーブーダ - 1986年10月 - アルゼンチン - 1956年6月 - アルメニア - 1992年11月 - アルバ - 1987年11月 - オーストラリア - 1956年6月 - オーストリア - 1956年6月 - アゼルバイジャン - 1992年11月 - バハマ - 1973年10月 - バーレーン - 1972年9月 - バングラデシュ - 1976年10月 - バルバドス - 1981年11月 - ベラルーシ - 1993年9月 - ベルギー - 1956年6月 - ベリーズ - 1987年11月 - ベナン - 1962年9月 - ブータン - 2005年9月 - ボリビア - 1963年8月 - ボスニア・ヘルツェゴビナ - 1992年11月 - ボツワナ - 1980年11月 - ブラジル - 1986年10月 - ブルネイ - 1984年9月 - ブルガリア - 1989年11月 - ブルキナファソ - 1961年9月 - ブルンジ - 1970年10月 - カンボジア - 1956年6月 - カメルーン - 1961年9月 - カナダ - 1949年10月 - カーボベルデ - 1989年11月 - 中央アフリカ共和国 - 1965年6月 - チャド - 1962年9月 - チリ - 1956年6月 - 中国 - 1961年9月 - コロンビア - 1956年6月 - コモロ - 1998年10月 - コスタリカ - 1956年6月 - コートジボワール - 1961年9月 - クロアチア - 1992年11月 - キューバ - 1956年6月 - キュラソー島 - 2011年10月 - キプロス - 1962年9月 - チェコ - 1993年9月 - コンゴ民主共和国 - 1963年8月 - デンマーク - 1956年6月 - ジブチ - 1980年11月 - ドミニカ国 - 1981年11月 - ドミニカ共和国 - 1956年6月 - 東ティモール - 2002年10月 - エクアドル - 1962年9月 - エジプト - 1956年6月 - エルサルバドル - 1959年12月 - 赤道ギニア - 1980年11月 - エリトリア - 1999年11月 - エストニア - 1992年11月 - エスワティニ - 1975年10月 - エチオピア - 1958年9月 - ミクロネシア連邦 - 2021年11月 - フィジー - 1971年9月 - フィンランド - 1956年6月 - フランス - 1956年6月 - ガボン - 1961年9月 |  | - ガンビア - 1986年10月 - ジョージア (国) - 1993年9月 - ドイツ - 1956年6月 - ガーナ - 1958年9月 - ギリシャ - 1956年6月 - グレナダ - 1986年10月 - グアテマラ - 1956年6月 - ギニア - 1961年9月 - ギニアビサウ - 1992年11月 - ガイアナ - 1968年10月 - ハイチ - 1957年6月 - ホンジュラス - 1974年9月 - ハンガリー - 1981年11月 - アイスランド - 1971年9月 - インド - 1956年6月 - インドネシア - 1956年6月 - イラン - 1956年6月 - イラク - 1967年9月 - アイルランド - 1956年6月 - イスラエル - 1949年10月 - イタリア - 1956年6月 - ジャマイカ - 1963年8月 - 日本 - 1956年6月 - ヨルダン - 1956年6月 - カザフスタン - 1992年11月 - ケニア - 1968年10月 - キリバス - 2018年11月 - クウェート - 1965年6月 - キルギス - 1996年10月 - ラオス - 1957年6月 - ラトビア - 1992年11月 - レバノン - 1956年6月 - レソト - 1971年9月 - リベリア - 1956年6月 - リビア - 1956年6月 - リヒテンシュタイン - 1960年10月 - リトアニア - 1991年11月 - ルクセンブルク - 1956年6月 - マダガスカル - 1961年9月 - マラウイ - 1966年8月 - マレーシア - 1961年9月 - モルディブ - 1984年9月 - マリ - 1969年10月 - マルタ - 1972年9月 - マーシャル諸島 - 1990年9月 - モーリタニア - 1962年9月 - モーリシャス - 1969年10月 - メキシコ - 1956年6月 - モナコ - 1956年6月 - モンゴル - 1991年11月 - モンテネグロ - 2006年9月 - モロッコ - 1957年6月 - モザンビーク - 1989年11月 - ミャンマー - 1956年6月 - ナミビア - 1992年11月 - ナウル - 1971年9月 - ネパール - 1967年9月 - オランダ - 1956年6月 - ニュージーランド - 1956年6月 - ニカラグア - 1965年6月 - ニジェール - 1964年9月 - ナイジェリア - 1960年10月 - 北マケドニア共和国 - 1993年9月 - ノルウェー - 1956年6月 - オマーン - 1972年9月 |  | - パキスタン - 1956年6月 - パナマ - 1958年9月 - パプアニューギニア - 1976年10月 - パラグアイ - 1977年9月 - ペルー - 1962年9月 - フィリピン - 1956年6月 - ポーランド - 1990年9月 - ポルトガル - 1956年6月 - カタール - 1974年9月 - モルドバ - 1994年9月 - コンゴ共和国 - 1961年9月 - ルーマニア - 1973年10月 - ロシア - 1990年9月 - ルワンダ - 1974年9月 - セントクリストファー・ネイビス - 1987年11月 - セントルシア - 1983年10月 - セントビンセント・グレナディーン - 1985年10月 - サモア - 2009年10月 - サンマリノ - 2006年9月 - サントメ・プリンシペ - 1988年11月 - サウジアラビア - 1956年6月 - セネガル - 1961年9月 - セルビア - 1956年9月 - セーシェル - 1977年9月 - シエラレオネ - 1962年9月 - シンガポール - 1968年10月 - シント・マールテン - 2011年10月 - スロバキア - 1993年9月 - スロベニア - 1992年11月 - ソロモン諸島 - 2017年9月 - ソマリア - 1975年10月 - 南アフリカ - 1993年9月 - 韓国 - 1964年9月 - 南スーダン - 2011年10月 - スペイン - 1956年6月 - スリランカ - 1956年6月 - パレスチナ - 2017年9月 - スーダン - 1956年6月 - スリナム - 1956年6月 - スウェーデン - 1956年6月 - スイス - 1956年6月 - シリア - 1956年6月 - タジキスタン - 2004年10月 - タンザニア - 1962年9月 - タイ - 1956年6月 - トーゴ - 1960年10月 - トンガ - 1979年9月 - トリニダード・トバゴ - 1964年9月 - チュニジア - 1957年6月 - トルコ - 1956年6月 - トルクメニスタン - 2005年9月 - ウガンダ - 1966年8月 - ウクライナ - 1992年11月 - アラブ首長国連邦 - 1973年10月 - イギリス - 1956年6月 - アメリカ - 1956年6月 - ウルグアイ - 1956年6月 - ウズベキスタン - 1994年9月 - バヌアツ - 2018年11月 - バチカン市国 - 2008年10月 - ベネズエラ - 1956年6月 - ベトナム - 1991年11月 - イエメン - 1976年10月 - ザンビア - 1966年8月 - ジンバブエ - 1980年11月 |

### 加盟地域
- アメリカ領サモア
- アンギラ
- バミューダ諸島
- イギリス領ヴァージン諸島
- ケイマン諸島
- ジブラルタル
- 香港
- モントセラト
- マカオ
- プエルトリコ
- タークス・カイコス諸島
- コソボのための 国際連合[28][29]

## 非加盟国・地域
- 朝鮮民主主義人民共和国
- パラオ
- ツバル
- 北キプロス
- アブハジア
- ソマリランド
- 南オセチア
- 沿ドニエストル共和国
- 台湾

## ICPO通信網
初期は短波通信を使用したラジオテレタイプで、国際手配の情報を世界に発信していた。このため古い時代の本部には、短波通信用のアンテナが立っていた。
このテレタイプで使用していた8文字の宛先略号（telegraphic address）である「INTERPOL」という名称が通称化した。日本の警視庁に導入されたのは1966年で、アジア唯一のフランス本部との直通回線だった。
1997年（平成9年）に、インターネットを利用した「インターポール犯罪情報システム（ICIS）」に世代交代するまで使われていた。